# Friedrich Heinrich (Sachsen-Zeitz-Pegau-Neustadt)

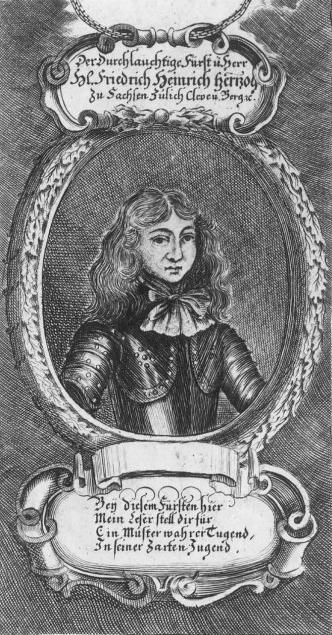
Friedrich Heinrich von Sachsen-Zeitz-Pegau-Neustadt im Harnisch

Friedrich Heinrich von Sachsen-Zeitz (* 21. Juli 1668 auf Schloss Moritzburg in Zeitz; † 18. Dezember 1713 in Neustadt an der Orla) war Angehöriger einer Seitenlinie der albertinischen Wettiner und Herzog von Sachsen-Zeitz zu Pegau und Neustadt.

## Familie
Friedrich Heinrich war der vierte Sohn des Herzogs Moritz von Sachsen-Zeitz aus dessen Ehe mit Dorothea Maria von Sachsen-Weimar, Tochter des Herzogs Wilhelm IV. von Sachsen-Weimar.

## Leben
Er war der jüngste Bruder des Herzogs Moritz Wilhelm von Sachsen-Zeitz, der nach dem Tod des gemeinsamen Vaters 1681 über die Sekundogenitur Sachsen-Zeitz regierte.
Friedrich Heinrich beteiligte sich im Pfälzischen Erbfolgekrieg gegen Frankreich und erhielt nach seiner ersten Heirat 1699 aus dem väterlichen Erbe Gebiete aus dem Neustädtischen Kreis sowie dem Amt Pegau mit den Städten und Schlössern Pegau, Neustadt an der Orla und Arnshaugk zugesprochen. Anschließend nahm er in Pegau, zeitweilig in Arnshaugk und zuletzt in Neustadt seinen Hauptwohnsitz und ließ das von seinem Vater errichtete Schloss Neustadt weiter im barocken Stil zur Residenz ausbauen.
Als Herzog und Regent seiner Apanage verfügte er zwar über landesherrliche Rechte und die Einnahmen seiner Territorien, konnte jedoch keine vollständige Trennung von Sachsen-Zeitz erreichen und verblieb in politischer Abhängigkeit von der Hauptlinie.
Die Besetzung Pegaus durch den schwedischen König Karl XII. und seine Truppen während des Großen Nordischen Krieges 1707 konnte er nicht verhindern.
Des Weiteren nahm er als Offizier im Dienste seines Vetters Kurfürst Johann Georg III. von Sachsen am Reichskrieg gegen Frankreich 1689 teil.
Mit dem Tode seines Neffen, des Erbprinzen Friedrich August von Sachsen-Zeitz (1700–1710), wurde er 1710 selbst Anwärter auf das Erbe der Zeitzer Hauptlinie, starb aber bereits drei Jahre später. Ihm folgte sein minderjähriger Sohn Moritz Adolf Karl unter der Vormundschaft seines Bruders als Herzog nach. Moritz Adolf trat jedoch bald darauf in den geistlichen Stand ein und verzichtete auf seine Ansprüche im Pegau-Neustädter Herzogtum, wodurch die gesamte Hoheit wieder der Haupt-Sekundogenitur zufiel, deren Aussterben jedoch dadurch ebenfalls unausweichlich wurde.
Zeit seines Lebens suchte er oft gemeinsam mit seinem Bruder Moritz Wilhelm nach verborgenen Schätzen, um seine durch Verschwendung bedingten Mehrausgaben decken zu können.

## Tod und Bestattung
Er starb 45-jährig am 18. Dezember 1713 und wurde in einem Prunksarg in der Hallenkrypta des Doms St. Peter und Paul zu Zeitz bestattet.

## Ehen und Nachkommen
Seine erste Ehe schloss er am 23. April 1699 in Oels mit Sophie Angelika von Württemberg-Oels (* 30. Mai 1677 in Bernstadt; † 11. November 1700 in Pegau), Tochter des Herzogs Christian Ulrich I. von Württemberg-Oels aus dessen Ehe mit Anna Elisabeth von Anhalt-Bernburg. Die Ehe blieb kinderlos und Sophie Angelika starb bereits 19 Monate nach der Eheschließung.
Nach der Trauerzeit schloss er seine zweite Ehe am 27. Februar 1702 auf Schloss Moritzburg in Zeitz mit Anna Friederike Philippine von Schleswig-Holstein-Sonderburg-Wiesenburg, Tochter des Herzogs Philipp Ludwig von Schleswig-Holstein-Sonderburg-Wiesenburg aus dessen Ehe mit Anna Margaretha von Hessen-Homburg. Aus dieser Verbindung entstammten folgende Kinder:
- Moritz Adolf Karl (* 1. Dezember 1702 im Torhaus der Moritzburg; † 20. Juni 1759 in Pöltenberg), 2. Herzog von Sachsen-Zeitz-Pegau-Neustadt, Bischof von Königgrätz und Leitmeritz
- Dorothea Charlotte (* 20. Mai 1708 in Neustadt/Orla; † 8. November 1708 ebenda), Prinzessin von Sachsen-Zeitz-Pegau-Neustadt